# دایدالوس
دایدالوس یا دِدالوس (به یونانی: Δαίδαλος)، در اساطیر یونانی معمار و صنعتگر ماهری بود که به عنوان نمادی از خرد و دانش نامش برده شده‌است. او پدر ایکاروس، عموی پردیکس و احتمالاً پدر یاپیکس است. از معروف‌ترین ساخته‌های او گاو چوبی برای پاسیفائه، هزارتوی مینوس پادشاه کرت، که مینوتور را در آن نگاه می‌داشت و بال‌هایی که او و پسرش ایکاروس برای فرار از کرت استفاده کردند، هستند. در طول این فرار بود که ایکاروس به هشدارهای پدرش توجه نکرد و بیش از حد به خورشید نزدیک شد. مومی که بال‌های او را به هم چسبانده بود ذوب شد و ایکاروس کشته شد.
سقراط خود را از نسل دایدالوس می‌دانست.

## خانواده
در نسب‌نامه دایدالوس که بعدها نوشته و تهیه شد، پدر وی میتون، ائوپالاموس یا پالامائون و مادرش، آلکیپ، افینوی و پاراسمیده است. همچنین دایدالوس دو پسر به نام‌های ایکاروس و یاپیکس و خواهرزاده‌ای به نام پردیکس یا تالوس دارد.
خواهرزاده دایدالوس، پردیکس برای آموزش مهارت‌های صنعتگری به نزد او رفت. این پسر از دایدالوس تواناتر شد و از استخوان ماهی اره و چیزهایی همچون چرخ سفالگری و پرگار اختراع کرد. دایدالوس بخاطر حسد قصد کشت او کرد و او را از بالای آکروپولیس به دریا انداخت. اما آتنا مانع مرگ او شد؛ زیرا نسب به او علاقه داشت. هنگام سقوط اورا به یک کبک تبدیل کرد. دایدالوس نیز پس از این ماجرا به جرم اقدام به قتل خواهرزاده خود، در دادگاه آرئوپاژ محکوم شد. به حکم دادگاه، دایدالوس به جزیره کرت تبعید شد.
سقراط، فیلسوف یونانی، نسب خود را در سه کتاب افلاطون به دایدالوس می‌رساند؛ اوتیفرون، منون و آلبیبیاس. در کتاب اوتیفرون، سقراط ذکر می‌کند که که اظهارت شما به اجداد من یعنی دایدلوس بازمی‌گردد. و در کتب در آلبیبیاس و منون نیز اشاراتی به رسیدن نسب خود به دایدالوس می‌کند با این تفاوت که در این دو کتاب، علاوه بر دایدالوس، اشارتی به هفائستوس به عنوان یکی از اجداد خود می‌کند که این خود نشان از آن است که میان دایدالوس و هفائستوس ارتباطاتی بوده‌است.

## اسطوره‌شناسی

### هزارتو
پس از تبعید دایدالوس به کرت، پادشاه کرت، مینوس، وی را پذیرفت و دایدالوس به خواست او کارهای مهندسی بسیاری انجام داد. یکی از اختراعاتش طی دوران تبعید در کرت، اختراع گاو مصنوعی بود که پاسیفائه، ملکه کرت، در شکم آن پنهان شد تا شهوت خود را به یک گاو نر ارضا کند. گاو نر فریب خورد و پاسیفائه مینوتائور را باردار شد که نیمه انسان و نیمه گاو بود.
مینوس برای پنهان کردن این مایهٔ شرمساری، تصمیم گرفت که مینوتائور را مخفی کند و از دایدالوس خواست تا هزارتویی بسازد که مجموعه‌ای بود از راهروها و دالان‌های زیرزمینی که فقط یک راه ورودی به آنجا داشت و هرکس واردش می‌شد، دیگر نمی‌توانست راه خروج را پیدا کند و از آنجا خارج شود. مینوتائور را وسط این هزارتو گذاشتند. مینوتائور خوراکش گوشت انسان بود و آتنیان که در جنگ از مینوس شکست خورده بودند، مجبور بودند سالانه، یا هر نه سال یکبار، هفت پسر و هفت دختر برای مینوس بفرستند، که یکی یکی به هزارتو انداخته می‌شدند تا مینوتائور آنها را بخورد. سالها بعد تسئوس به کرت رفت، دایدالوس ریسمانی ساخت که آریادنه به تسئوس داد تا وقتی مینوتائور را می‌کشد بتواند با کمک این ریسمان از هزار تو فرار کند.

### دایدالوس و ایکاروس

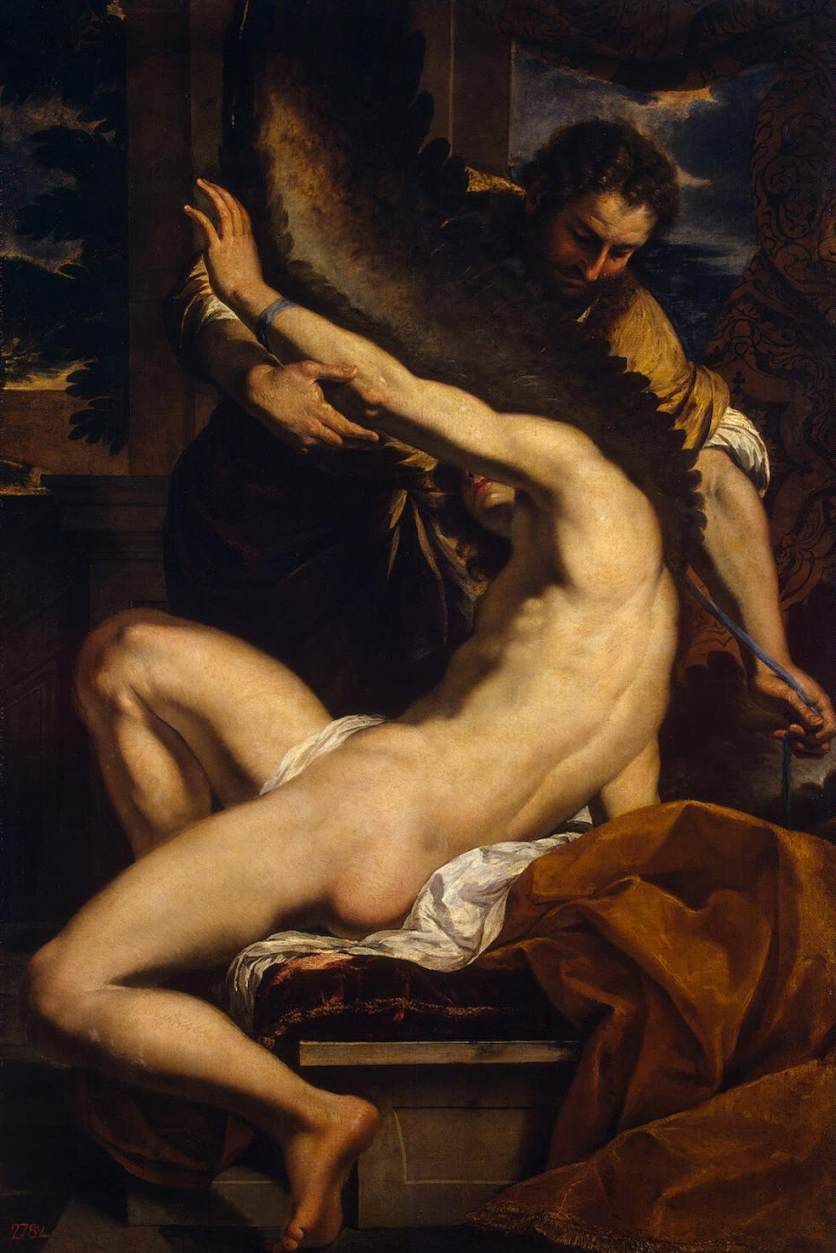
دایدالوس و ایکاروس

هنگامی‌که مینوس از کار دایدالوس با خبر شد، وی را به همراه فرزندش، ایکاروس، به هزارتو انداخت و در آنجا زندانی کرد. زمانیکه دایدالوس دید که توان گریز از هزارتو را ندارد، تصمیم گرفت با بال‌هایی شبیه پرندگان فرار کند. با موم و پر یک جفت بال برای خود و فرزندش ساخت و به ایکاروس هشدار داد که اگر زیاد اوج بگیرد و به سمت بالا برود، خورشید موم‌ها را ذوب خواهد کرد و اگر نزدیک سطح دریا پرواز کند، رطوبت پرها را سنگین خواهد کرد در نتیجه در دریا سقوط خواهد کرد؛ بنابراین ابتدا خود پرواز را آغاز کرد و ایکاروس به دنبال وی، روانه شد. درجهت شمال شرقی حرکت کردند و از مناطقی همچون پاروس، دلوس و ساموس گذشتند اما وقتی به دریای میان جزایر اسپورادس و ساحل ایونیا در آسیای صغیر رسیدند، ایکاروس اوج گرفت و زمانیکه به خورشید نزدیک که شد، موم بال‌هایش ذوب شد و به دریا سقوط کرد تا اینچنین این دریا ایکاروس نامیده شود.
دایدالوس به جزیره‌ای فرود آمد که اکنون ایکاریا خوانده می‌شود، سپس جسد ایکاروس را از دریا گرفت و دفن کرد. در حین دفن یک کبک که نماد پردیکس بود، شاهد و نظاره‌گر اندوه دایدالوس از مرگ فرزندش بود.

### سیسیل
پس از فرار از جزیره کرت، دایدالوس در سیسیل به دربار کوکالوس سیکانیایی که شاه کامیکوس بود، پناهنده شد. اما مینوس که می‌خواست از دایدالوس انتقام بگیرد، سرانجام ردپای وی را پیدا کرد و به تمامی فرمانروایان نامه نوشت و از آنها خواست به این مسئله پاسخ دهند که چگونه می‌توان صدف دریایی را نخ کرد. کوکالوس صدف نخ شده‌ای برای مینوس فرستاد و مینوس دریافت که دایدالوس نزد کوکالوس است چون شخص دیگری بجز او قادر به انجام اینکار نبود. دایدالوس سوراخی دربالای صدف ایجاد کرده بود و نخ را به مورچه ای بسته بود و مورچه در درون پیش رفته بود و آن را سوراخ کرده بود و از طرف دیگر آن بیرون آمده بود.
مینوس خواستار بازگشت دایدالوس شد اما کوکالوس امتناع کرد زیرا دایدالوس برای او شهری تسخیرناپذیر ساخته بود. مینوس شهر را محاصره کرد و کوکالوس با تظاهر به صلح و آشتی او را به مهمانی دعوت کرد تا ظاهراً دایدالوس را به او تحویل دهد. ابتدا مینوس را به حمام بردند و قرار شد سه دختر شاه او را به روش سنتی استحمام کنند. اما دایدالوس که فن لوله‌کشی می‌دانست و حمام را لوله‌کشی کرده بود، جریان اب داغ به لوله‌ها روانه کرد و مینوس با درد و رنج جان سپرد.

## اختراعات و نوآوری‌ها
اختراعات و ابداعات زیادی به دایدالوس نسبت داده‌اند. می‌گفتند وی معبد آپولو را در کومای ساخت و تصاویری در ان نقش کرد که سرگذشت خود او را نشان می‌داد. در سیسیل گفته می‌شد که او مخزنی در رودخانهٔ آلایون ساخت، در سلینوس حمام بخار درست کرد، در آکراگاس دژی بنا کرد، و در اروکس در معبد آفرودیته ایوانی ساخت. شان عسلی از جنس طلا نیز از خود به یادگار گذاشت. می‌گفتند دکل‌ها و بادبان‌هایی اختراع کرد و چسب و وسایل درودگری همچون تبر، اره، شاقول و مته را نیز او به انسان‌ها داد. یک صندلی تاشو در معبد پولیاس آتنا در آتن منسوب به وی است. تمثال‌های چوبی بسیار نیز حک کرد که بعضی از آنها چشم‌ها و دست‌های متحرک داشتند و حرف می‌زدند. در ساردینا برج‌های موسوم به دایدالئا به او منسوب بود به علاوه در بعضی از روایت‌های یونانی، اهرام و معابد بزرگ مصر همچون معبد پتا در ممفیس کار او دانسته شده‌است.

## نگارخانه

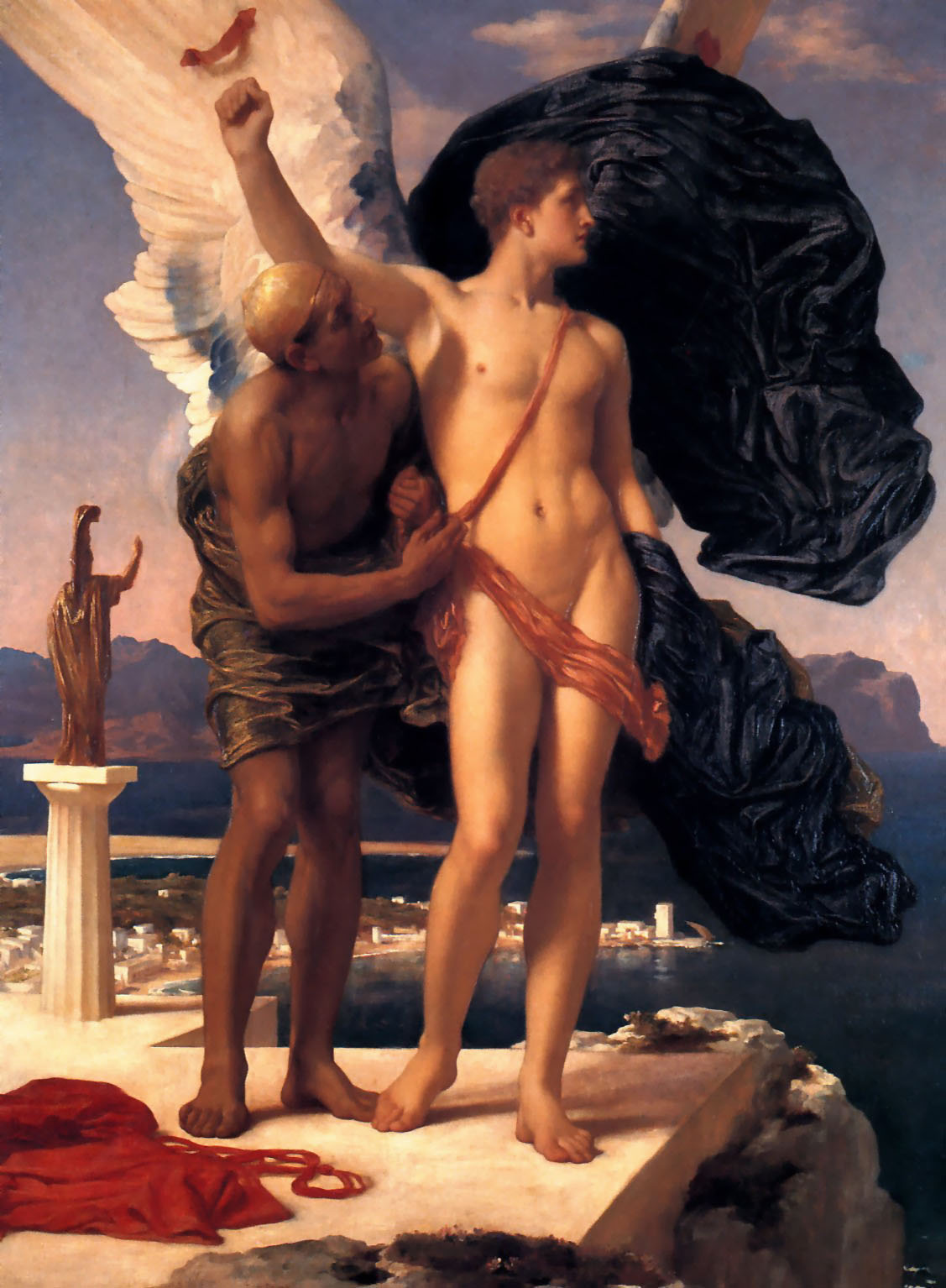
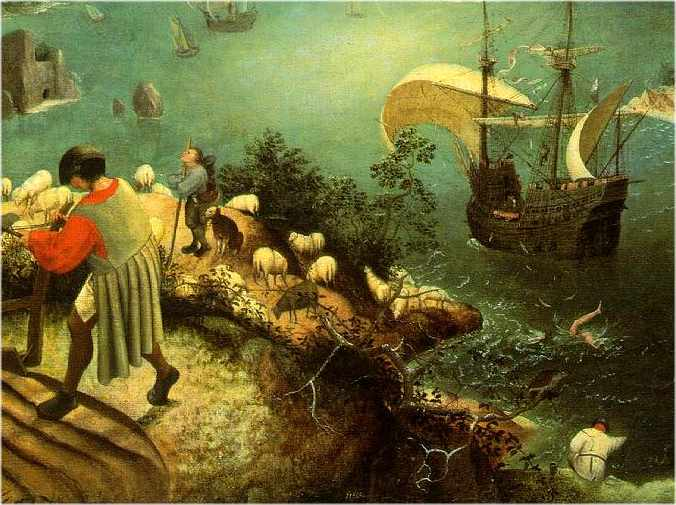
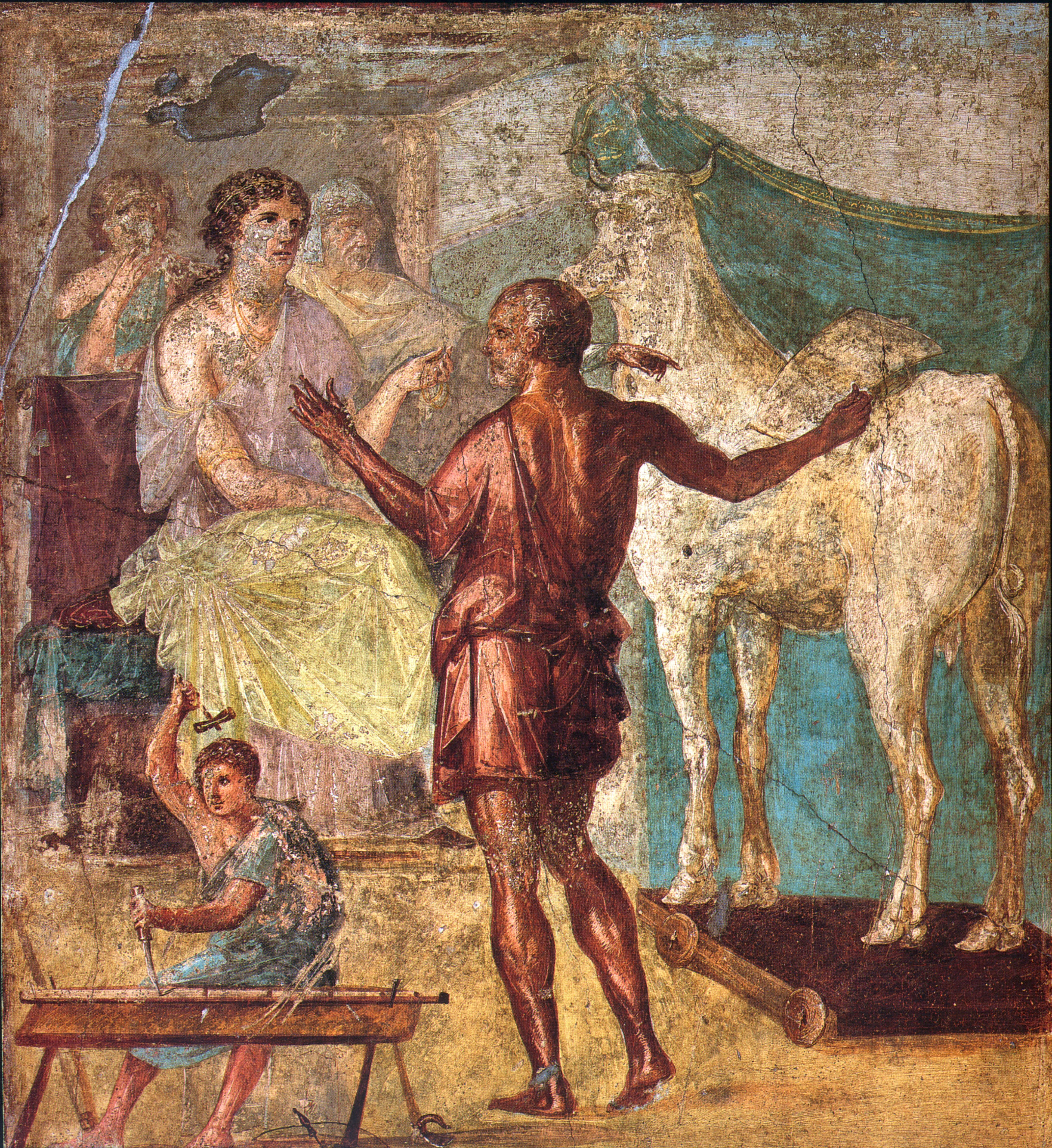